# Літні Паралімпійські ігри 2028
Літні Паралімпійські ігри 2028 (офіційно — XVIII літні Паралімпійські ігри) пройдуть з 23 серпня по 3 вересня 2028 року в Лос-Анджелесі (США). Змагання пройдуть на майданчиках, які перед цим передбачається використовувати для літніх Олімпійських ігор 2028 року.

## Місце проведення
Місто, яке прийме Літні Олімпійські та Паралімпійські ігри, оголосили 13 вересня 2017 року в Лімі (Перу).
| Кандидати    | Країна | 1-й раунд  |
| Лос-Анджелес | США    | Одностайно |